# La Planète errante
Cet article concerne le film. Pour le phénomène des planètes errantes, voir Objet libre de masse planétaire.
Ne doit pas être confondu avec Planète errante.
Pour plus de détails, voir Fiche technique et Distribution.
La Planète errante (Il pianeta errante) est un film italien de science-fiction réalisé par Antonio Margheriti, sorti en 1966.
Il s'agit du troisième épisode de la tétralogie de science-fiction Gamma Un, du nom de la station spatiale où l'intrigue se situe. Il est précédé par Les Criminels de la galaxie et La Guerre des planètes et suivi par La mort vient de la planète Aytin.

## Fiche technique
Sauf indication contraire, les informations mentionnées dans cette section peuvent être confirmées par la base de données cinématographiques IMDb,  présente dans la section « Liens externes ».
- Titre original : Il pianeta errante
- Titre français : La Planète errante[2]
- Réalisateur : Antonio Margheriti
- Scénario : Ivan Reiner, Renato Moretti (it)
- Photographie : Riccardo Pallottini
- Montage : Otello Colangeli
- Décors : Piero Poletto (it)
- Musique : Angelo Francesco Lavagnino
- Costumes : Berenice Sparano
- Trucages : Italia Cambi, Euclide Santoli
- Producteurs : Joseph Fryd, Walter Manley, Antonio Margheriti, Ivan Reiner
- Société de production : Mercury Film International
- Pays de production :  Italie
- Langue de tournage : italien
- Format : Couleur eastmancolor - 1,85:1 - Son mono - 35 mm
- Durée : 78 minutes (1h18)
- Genre : Film de science-fiction
- Dates de sortie :
  - Italie : 29 juillet 1966

## Distribution
- Giacomo Rossi Stuart : Commandant Rod Jackson
- Ombretta Colli : Lt. Terry Sanchez
- Enzo Fiermonte : Gal Norton
- Halina Zalewska : Janet Norton
- Goffredo Unger : Perkinson
- Peter Martell : Dubrowski
- John Bartha : Dr Smith
- Marco Bogliani : M. Grey
- Vera Dolen : Lt. Marlie
- Nino Vingelli : le conférencier
- Piero Pastore : Peter
- Maria Pia Conte : Annie
- Renato Montalbano : Mike
- Giuliano Raffaelli : Julian
- Franco Ressel : Danton